# Piton Ravine Basse Vallée
Le piton Ravine Basse Vallée est un sommet de montagne de l'île de La Réunion, un département d'outre-mer français dans l'océan Indien. Situé dans les hauts de la commune de Saint-Philippe, il culmine à 1 276 m d'altitude.